# Garden Gopher
«Garden Gopher» («Садовый суслик») — короткометражный мультипликационный комедийный фильм, выпущенный в 1950 году компанией Metro-Goldwyn-Mayer. Режиссёр Текс Эвери, продюсер Фред Куимби, сценарист Рич Хоган, мультипликаторы: Майкл Ла, Грант Симмонс, Уолтер Клинтон, композитор Скотт Брэдли.
В этом мультфильме пёс по имени Спайк (Spike), обычно выступающий партнёром Друпи (чаще всего в роли соперника) действует как самостоятельный персонаж.

## Сюжет
Спайк, раздобыв сладкую косточку, решает закопать её в саду, но обнаруживает что там хозяйничает суслик и спрятать кость будет не так просто. Все попытки Спайка прикопать косточку заканчиваются тем, что суслик выталкивает её на поверхность и возвращает ему.

## Цензура
Был вырезан момент, когда Спайк после взрыва стал похож на негра.